# Fritz Feld

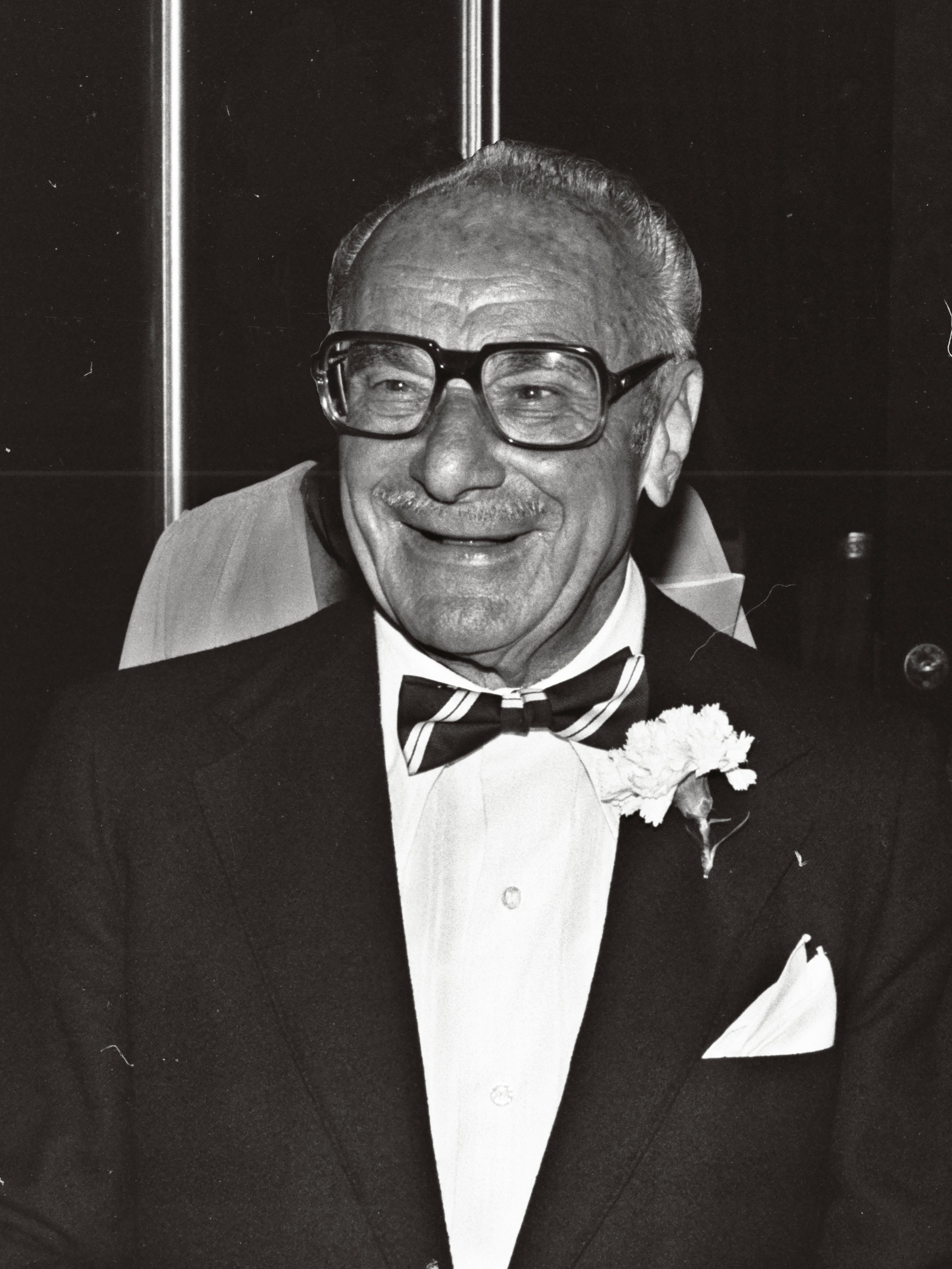
Fritz Feld, 1979

Fritz Feld (* 15. Oktober 1900 in Berlin; † 18. November 1993 in Los Angeles; eigentlich Fritz Feilchenfeld) war ein deutschamerikanischer Schauspieler, der als Nebendarsteller im Weimarer Kino und später in Hollywood eine Filmkarriere von 72 Jahren vorweisen konnte.

## Leben
Feld wurde als Fritz Moritz Georg Feilchenfeld am 15. Oktober 1900 als Sohn des jüdischen Kaufmannes Heinrich Feilchenfeld (1867–1939) und dessen Ehefrau Martha geb. Guttmann (1874–1932) in der elterlichen Wohnung in Berlin-Kreuzberg geboren. Der Grafiker und Filmarchitekt Rudi Feld war sein älterer Bruder. Fritz Feilchenfeld studierte an der Friedrich-Wilhelms-Universität in Berlin, darauf nahm er gegen den Willen seiner Eltern Schauspielunterricht unter dem berühmten Regisseur und Schauspieler Max Reinhardt. Noch während seiner Ausbildung gab Feilchenfeld in Paul Wegeners Filmspaß Der Golem und die Tänzerin sein Filmdebüt. Im Jahr 1920 debütierte Fritz Feld, so sein späterer Künstlername, als Theaterschauspieler bei Reinhardt und war jahrelang dessen Regieassistent. Im selben Jahr war er in einer kleinen Nebenrolle in Der Golem, wie er in die Welt kam zu sehen. 1923 wurde er als Aufnahmeleiter bei dem Film Wilhelm Tell eingeteilt.
Am 6. November 1923 emigrierte Feld via Hamburg in die Vereinigten Staaten und ging nach Hollywood. 1926 wurde er in New York City amerikanischer Staatsbürger. Fritz Feld war ausschließlich in Nebenrollen zu sehen, sowohl kleinerer als auch größerer Natur. Eine seiner bekanntesten Rollen aus seiner jahrzehntelangen Filmarbeit ist die des verbissenen Psychiaters Dr. Lehman in Howard Hawks’ Filmklassiker Leoparden küßt man nicht (1938). Besonders häufig verkörperte Feld die Rolle des Kellners. Charakteristisch für ihn war sein deutscher Akzent und ein „Pop!“-Geräusch, das er während des Sprechens häufig machte. Das erste Mal setzte er dieses Geräusch im Film If You Knew Suzie (1947) ein. Später stand Feld für mehrere Komödien von Jerry Lewis und Mel Brooks vor der Kamera, außerdem spielte er in vielen Disney-Produktionen, darunter auch zwei Herbie-Filme. Daneben spielte er ab den 1950er-Jahren regelmäßig Gastrollen im US-Fernsehen. 1989 beendete er seine Karriere mit einer kleinen Nebenrolle als Bestatter im Kinofilm Homer und Eddie, 72 Jahre nach seinem ersten Film.
Von 1940 bis zu seinem Tod war er mit seiner amerikanischen Schauspielkollegin Virginia Christine Kraft (1920–1996) verheiratet. Aus der gemeinsamen Verbindung gingen zwei Kinder hervor. 1937 verhalf er seinem Bruder Rudi Feld, Filmarchitekt und Szenenbildner, mit einem Affidavit ebenfalls zur Emigration in die Vereinigten Staaten. Fritz Feld starb im Alter von 93 Jahren an den Folgen eines Herzinfarkts und wurde im Mount Sinai Memorial Park bestattet.

## Filmografie (Auswahl)
- 1917: Der Golem und die Tänzerin
- 1920: Der Golem, wie er in die Welt kam
- 1920: Weltbrand
- 1921: Die Flucht aus dem goldenen Kerker
- 1928: Der letzte Befehl (The Last Command)
- 1928: Die neue Heimat (A Ship Comes In)
- 1929: Broadway
- 1937: Tovarich
- 1937: Pariser Bekanntschaft (I Met Him in Paris)
- 1937: Ein Mordsschwindel (True Confession)
- 1938: Leoparden küßt man nicht (Bringing Up Baby)
- 1938: Gold Diggers in Paris
- 1939: Die Marx Brothers im Zirkus (At the Circus)
- 1939: Swingtime in the Movies
- 1939: Idiot’s Delight
- 1939: When Tomorrow Comes
- 1941: Eheposse (Skylark)
- 1941: Komm, bleib bei mir (Come Live with Me)
- 1941: Weltpremiere (World Premiere)
- 1941: Du gehörst zu mir (You Belong to Me)
- 1943: Phantom der Oper (Phantom of the Opera)
- 1943: Heavenly Music (Kurzfilm)
- 1943: Holy Matrimony
- 1944: Knickerbocker Holiday
- 1945: George White’s Scandals
- 1946: Die Gräfin von Monte Christo (The Wife of Monte Cristo)
- 1946: Ich hab dich immer geliebt (I’ve Always Loved You)
- 1946: The Catman of Paris
- 1947: Das Doppelleben des Herrn Mitty (The Secret Life of Walter Mitty)
- 1947: Karneval in Costa Rica (Carnival in Costa Rica)
- 1948: Die unvollkommene Dame (Julia Misbehaves)
- 1948: Strick am Hals (The Noose Hangs High)
- 1948: Startbahn ins Glück (You Gotta Stay Happy)
- 1948: Im Lande der Kakteen (Mexican Hayride)
- 1949: The Lovable Cheat
- 1949: Der große Liebhaber (The Great Lover)
- 1950: Der geheimnisvolle Ehemann (The Jackpot)
- 1950: Lach und wein mit mir (Riding High)
- 1950: Inspektor Goddard (Appointment with Danger)
- 1951: The Last Half Hour: The Mayerling Story
- 1951: Spione, Liebe und die Feuerwehr (My Favorite Spy)
- 1952: Hat jemand meine Braut gesehen? (Has Anybody Seen My Gal?)
- 1952: Fünf Perlen (O. Henry’s Full House)
- 1953: Madame macht Geschichte(n) (Call Me Madam)
- 1953: Die lockende Venus (The French Line)
- 1954: Dieser Mann weiß zuviel (Riding Shotgun)
- 1956: I Love Lucy (Fernsehserie, eine Folge)
- 1959: Keiner verlässt das Schiff! (Don’t Give Up the Ship)
- 1959: Peter Gunn (Fernsehserie, eine Folge)
- 1961: Zu heiß gebadet (The Ladies Man)
- 1961: Die unteren Zehntausend (Pocketful of Miracles)
- 1961: Der Bürotrottel (The Errand Boy)
- 1963: Der Ladenhüter (Who’s Minding the Store?)
- 1963: Promises! Promises!
- 1963: Vier für Texas (4 for Texas)
- 1964: Die Heulboje (The Patsy)
- 1965: Die Welt der Jean Harlow (Harlow)
- 1966: Drei auf einer Couch (Three on a Couch)
- 1966: Das Mondkalb (Way … Way Out)
- 1966/1967: Solo für O.N.K.E.L. (The Man from U.N.C.L.E.) (Fernsehserie, zwei Folgen)
- 1967: Barfuß im Park (Barefoot in the Park)
- 1967: Caprice
- 1967/1968: Batman (Fernsehserie, zwei Folgen)
- 1968: Verliebt in eine Hexe (Fernsehserie, eine Folge)
- 1969: Hello, Dolly! (Hello, Dolly!)
- 1969: Superhirn in Tennisschuhen (The Computer Wore Tennis Shoes)
- 1970: Wo bitte geht es hier zur Front? (Which Way to the Front?)
- 1974: Herbie groß in Fahrt (Herbie Rides Again)
- 1975: Der Retorten-Goliath (The Strongest Man in the World)
- 1975: Die Sunny Boys (The Sunshine Boys)
- 1976: Won Ton Ton – der Hund, der Hollywood rettete (Won Ton Ton: The Dog Who Saved Hollywood)
- 1976: Mel Brooks’ letzte Verrücktheit: Silent Movie (Silent Movie)
- 1976: Ein ganz verrückter Freitag (Freaky Friday)
- 1977: Der größte Liebhaber der Welt (World’s Greatest Lover)
- 1980: Herbie dreht durch (Herbie Goes Bananas)
- 1981: Mel Brooks – Die verrückte Geschichte der Welt (History of the World, Part I)
- 1983: Magnum (Fernsehserie, eine Folge)
- 1985: Unglaubliche Geschichten (Fernsehserie, eine Folge)
- 1987: Barfly (Barfly)
- 1987: Sledge Hammer! (Fernsehserie, eine Folge)
- 1989: Die nackte Bombe II (Get Smart, Again!) (Fernsehfilm)
- 1989: Homer und Eddie (Homer and Eddie)